# Tobias Ericsson
Ej att förväxla med Tobias Eriksson.
Tobias Ericsson, född den 29 juli 1987 i Stockholm, är en svensk ishockeyspelare (Back) som för närvarande spelar i Vallentuna Hockey i Hockeyettan. 